# Culex vidali
Culex vidali är en tvåvingeart som beskrevs av Floch och Fauran 1954. Culex vidali ingår i släktet Culex och familjen stickmyggor.
Artens utbredningsområde är Franska Guyana. Inga underarter finns listade i Catalogue of Life.